# Brigada «Canarias» XVI
La Brigada «Canarias» XVI (BRICAN XVI), es una Brigada del Ejército de Tierra de España dependiente del Mando de Canarias. La Brigada fue creada como Brigada de Infantería Ligera XVI con fecha 1 de febrero de 2008 para agrupar parte de las unidades del Ejército en Canarias, y le fue dado el nombre «Canarias» ese mismo año, siendo también conocida como "BRILCAN". Se trata de la Unidad tipo brigada “más joven” del Ejército de Tierra.
Como parte de la reorganización del Ejército de Tierra de 2015 fue convertida en una Brigada Orgánica Polivalente ligera. Desde septiembre de 2020 y fruto de una nueva reorganización del Ejército de Tierra, deja de denominarse Brigada Orgánica Polivalente (BOP), término que se extingue.: 1440 
Es una unidad ligera fundamentada en sus añejos y expedicionarios Regimientos de Infantería, que cuenta con los apoyos de combate que proporcionan el Regimiento de Artillería, el Batallón de Zapadores, el Grupo Logístico y un eficaz Cuartel General -dotado con UAV's (unmanned aerial vehicle)-, cuyo esfuerzo se centra en misiones de presencia, vigilancia y disuasión terrestre permanentes y el adiestramiento operativo para las misiones en el exterior.
Tiene capacidad de rechazar de manera efectiva vehículos anfibios, blindados sobre ruedas y formaciones densas de infantería de desembarco.
Está preparada para operar en campo de batalla no lineal, en conflicto de alta intensidad, en áreas urbanizadas (OMZU), montaña, zonas boscosas, especialistas en combate en desierto, y tiene capacidades aeromóviles y de asalto aéreo en estrecha colaboración con el BHELMA VI, perteneciente también al Mando de Canarias. De igual modo tiene preparación en actividades subacuáticas.
Será punta de lanza en la instrucción y adiestramiento en ambiente subterráneo, como parte de las iniciativas recogidas por el Ejército dentro del proyecto Fuerza 2035.
La BRICAN XVI, asimismo, coopera con las FCSE y otras administraciones en materia de inmigración ilegal, protección de infraestructuras clave y lucha contra el terrorismo. 
Las singulares condiciones orográficas insulares y la particularidad del clima también determinan su complejo entrenamiento.
Tras haber superado la  Fase de Integración a la Brigada “Canarias” XVI (FIBCAN) los soldados de nueva incorporación reciben la Boina Árida que los identifica como miembros de dicha Unidad.

### Participación en ejercicios y maniobras
- Realización de ejercicios ALFA, BETA Y GAMA.
- Realización de Jornadas continuadas.
- Ejercicios de Tiro. Jornadas de conducción táctica.
- Participación en ejercicios de Brigada, dentro de las Fuerzas de Acción Rápida.
- Proporcionar células de respuesta en Ejercicios de Puesto de Mando de División y Cuerpo de Ejército.

## Historial
La Brigada tiene su antecedente en las antiguas Jefaturas de Tropas existentes en las islas y provincias canarias, que acabaron siendo unificadas en una sola Jefatura localizada en Las Palmas.

### Participación en Operaciones Internacionales

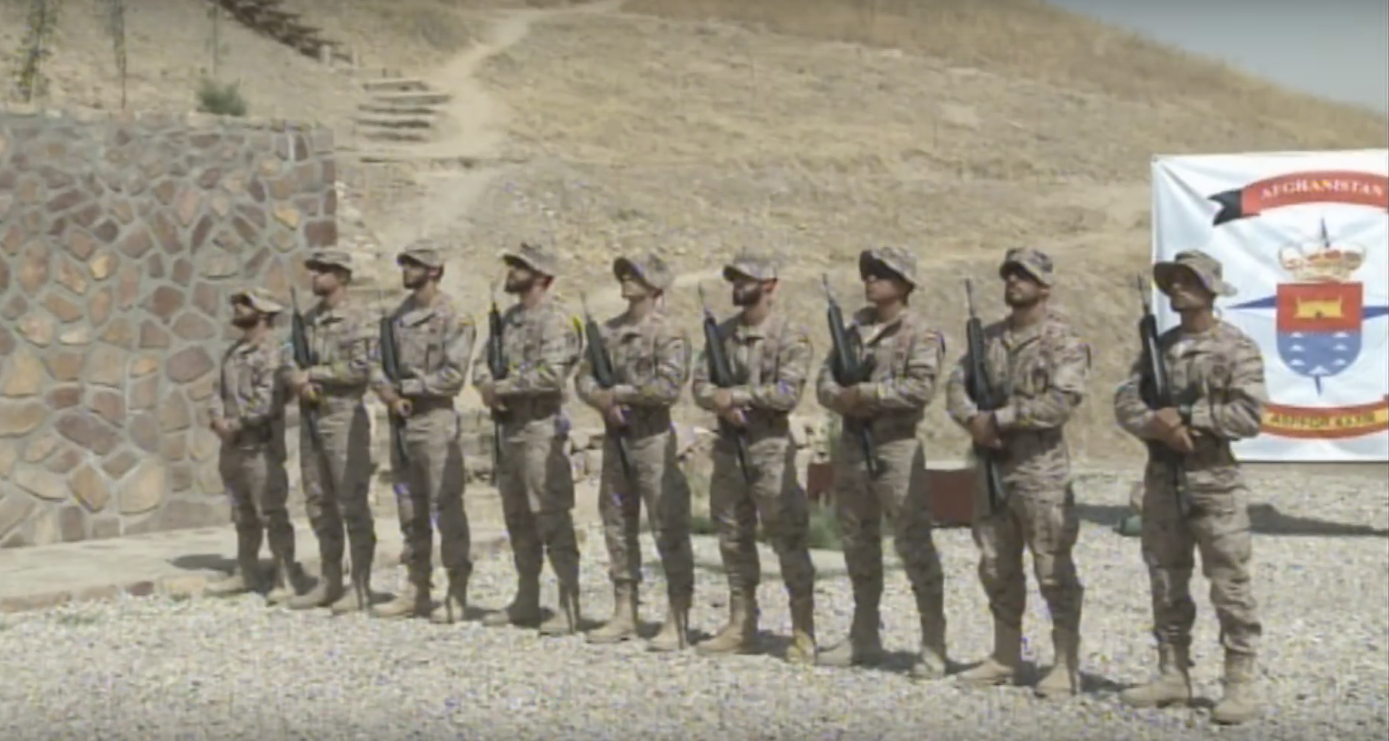
Soldados de la Brigada en Afganistán.

Estas son las operaciones internacionales en las que han participado elementos de la Brigada:
Fuerza de Protección de las Naciones Unidas (UNPROFOR) en Bosnia y Herzegovina (ONU)
- Grupo Táctico Español (SPAGT) "Extremadura" XII: de  octubre de 1999 a mayo de 2000

Fuerza de Estabilización (SFOR) en Bosnia y Herzegovina (OTAN)
- Grupo Táctico Español (SPAGT) XXIII: de septiembre de 2004 a febrero de 2005

Fuerzas de Kosovo (KFOR) en Kosovo (OTAN)
- Grupo Táctico Español de Kosovo (KSPAGT) IX: de marzo a septiembre de 2003.

Equipos de Enlace (Liaison Teams) en FYROM (Operación AMBER FOX) en MACEDONIA (OTAN)
- 1 Equipo entre los 3 equipos de enlace Españoles con base en Tetovo (LTT 11): de octubre 2001 a marzo de 2002.

Fuerza Internacional de Asistencia para la Seguridad (ISAF) en Afganistán (OTAN)
- Fuerza Española en Afganistán (ASPFOR) XVIII: de noviembre de 2007 a marzo de 2008.
- ASPFOR XXIII: de julio a noviembre de 2009
- ASPFOR XXVIII: de abril a septiembre de 2011
- ASPFOR XXXIII: de mayo a noviembre de 2013

Misión de Entrenamiento Europeo en Malí (EUTM Malí) (Unión Europea)
- El general jefe de la Brigada "Canarias", general de brigada Alfonso García-Vaquero Pradal, fue el comandante de la misión EUTM Malí de octubre de 2014 a julio de 2015.[6]
- EUTM-Mali VI: de marzo a diciembre de 2015

Brigada del Líbano XXVII
- Misión de supervisión del cumplimiento de la resolución 1701 de 2006 del Consejo de Seguridad de la ONU por la que se insta a Israel y al Líbano a que apoyen un alto el fuego permanente y a la búsqueda de una solución a largo plazo del conflicto entre ellos.
- De mayo a noviembre de 2017.

EUTM Mali XIV
- La misión de la UE ayuda al Ejército maliense a mejorar sus capacidades militares, para que pueda recuperar la integridad territorial del país.
- De mayo a noviembre de 2019.

A/I X y NM I de Irak
- Militares españoles adiestran al Ejército iraquí como parte de la coalición internacional de lucha contra el Daesh.
- Desde mayo a noviembre de 2019.

Brigada del Líbano XXXVI
- BRILIB XXXVI, cuya Unidad Base Generadora es la Brigada  “Canarias” XVI, ha realizado el relevo en el mando del Sector Este de UNIFIL, siendo ésta la segunda vez que esta Brigada lidera la misión que España mantiene en el Líbano desde el año 2006.
- Diciembre 2021 - Mayo 2022

NATO Mission Irak (NM-I)
- Noviembre 2023 - Mayo 2024.

### Honores
Pese a ser la Brigada más joven del Ejército de Tierra, es la más condecorada del siglo XXI.
Su valor queda acreditado con 11 Cruces al Mérito Militar con Distintivo Rojo, 10 Cruces al Mérito Militar con Distintivo Amarillo, 36 Citaciones en la Orden General y 33 acreditaciones de valor reconocido.

Estas recompensas implican, lamentablemente, siete bajas de esta unidad en misiones internacionales.

## Unidades

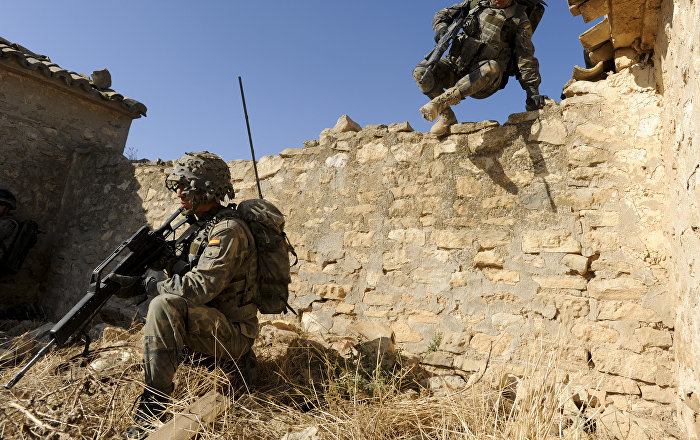
Brican XVI del Ejército de Tierra en el ejercicio de Africom.

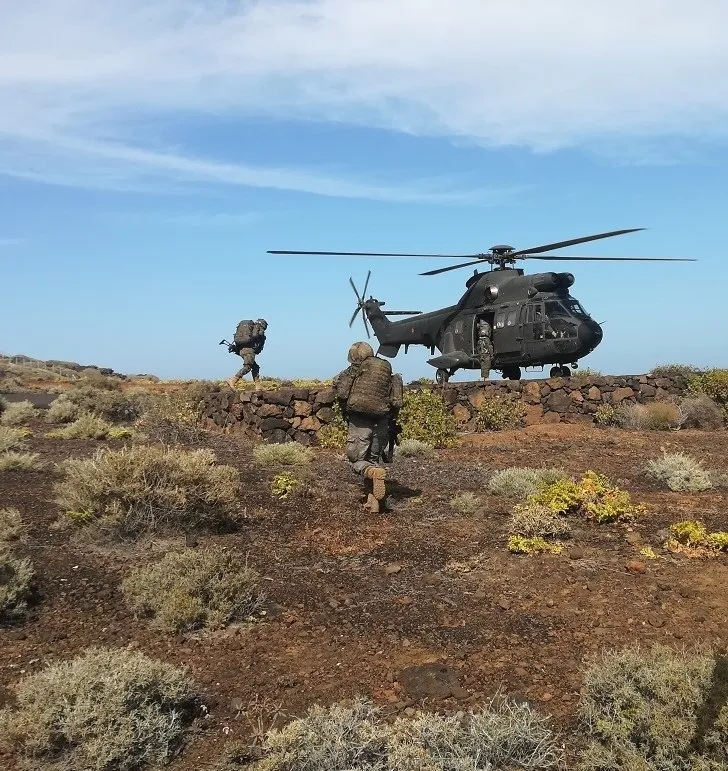
Ejercicio de la Brican XVI en el campamento de maniobras de La Isleta, en Gran Canaria.

La Brigada "«Canarias» XVI se articula en:: 1440 
- Cuartel General.
- Batallón de Cuartel General XVI.
  - Compañía del Cuartel General
  - Compañía de Inteligencia
  - Compañía de Defensa Contracarro
  - Compañía NBQ
  - Sección de Policía Militar
  -  Compañía de Transmisiones XV1.
- Regimiento de Infantería «Soria» n.º 9.
  -  Batallón de Infantería Protegida «Fuerteventura» I/9.
- Regimiento de Infantería «Tenerife» n.º 49.
  -  Batallón de Infantería Motorizada «Albuera» II/49.

- Regimiento de Infantería «Canarias» n.º 50.
  -  Batallón de Infantería Protegida «Ceriñola» I/50.
- Regimiento de Artillería de Campaña n.º 93.
  -  Grupo de Artillería de Campaña I/93.
- Batallón de Zapadores XVI.
- Grupo Logístico XVI.

## Despliegue
Las unidades de la Brigada están alojadas en cuarteles de la Quinta Subinspección General del Ejército (Canarias): 1442–1443  en Gran Canaria Tenerife y Fuerteventura). El Regimiento "Soria" ocupa el acuartelamiento "Puerto del Rosario" en Fuerteventura, el Regimiento "Tenerife" y parte del Batallón de Zapadores están basados en el acuartelamiento "Hoya Fría" en Tenerife, el Regimiento de Artillería ocupa se encuentra en el acuartelamiento "Los Rodeos", también en Tenerife, y el resto de las unidades, se alojan en la base "General Alemán Ramírez" situada en La Isleta de Las Palmas en Gran Canaria.

## Equipamiento

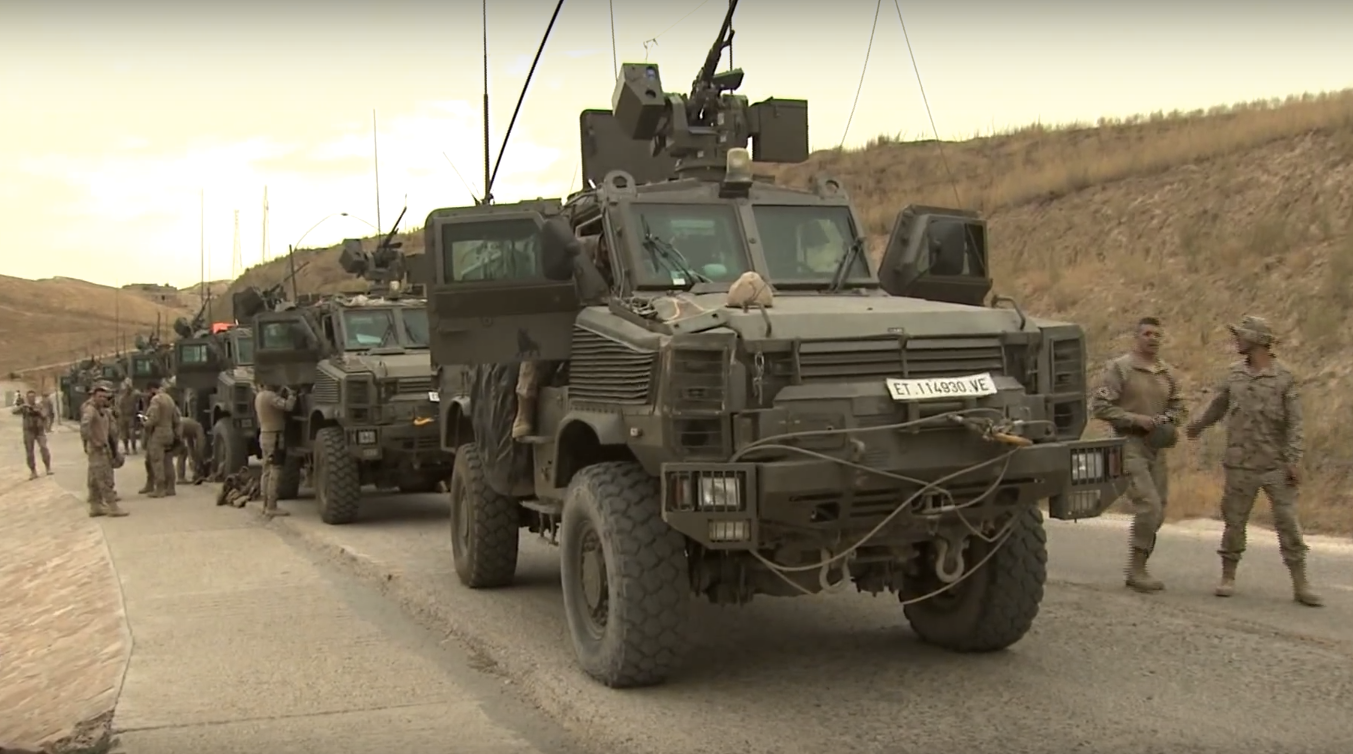
Destacamento de la Brigada en Afganistán operando RG-31s.

La estructuración en curso del Ejército de Tierra también implica le redistribución de los medios existentes para conseguir brigadas con un capacidad polivalente. La Brigada "Canarias" es una de las cuatro nuevas Brigadas Orgánicas Polivalentes ligeras o sobre ruedas que contaran con cuatro unidades de maniobra: tres batallones de infantería y un grupo de caballería (en el caso de la BRICAN XVI se asignó el Milán con base en Marines (Valencia), se estimó la posibilidad de su traslado a Lanzarote, y una vez desestimada fue disuelto en 2020). Se prevé que en el futuro próximo el Batallón "Fuerteventura" estará equipado con blindados sobre ruedas BMR, el "Ceriñola" con vehículos multipropósito protegidos contra minas (MRAP) como el RG-31 Nyala o el Lince y el "Albuera" será un batallón motorizado aerotransportable. En un futuro más distante se prevé reemplazar los BMR, MRAP y VECs por distintas versiones de un nuevo Vehículo de Combate de Ruedas (VCR) 8x8.: 73 